# L'Énigme du don
L’Énigme du don est un essai de l’anthropologue français Maurice Godelier paru en 1996.

## L’ambivalence du don
Selon Maurice Godelier dans L’Énigme du don, le don se caractérise par son caractère « énigmatique » et par une ambivalence qui lui est propre. En effet, donner institue simultanément  un « double rapport » entre celui qui donne et celui qui reçoit. D’une part, un rapport de « solidarité», le donateur partageant avec le donataire, mais également un rapport de supériorité puisque celui qui reçoit devient le débiteur, c’est-à-dire l’obligé, de celui qui donne.Tant qu’il n’a pas remboursé sa dette, il est sous sa dépendance, du moins symboliquement. Donner génère ainsi une inégalité des statuts entre les deux parties, voire une hiérarchie que le don contribue à exprimer et à légitimer. Il y a donc deux mouvements contradictoires dans ce seul et même acte : le don rapproche les protagonistes par le partage mais les éloigne socialement par la dette virtuelle qu’il instaure. Il est acte de générosité et acte de violence, violence qui avance masquée derrière un geste désintéressé. La pratique du don contient ainsi potentiellement de multiples stratégies pouvant servir des intérêts frontalement opposés.

## Retour sur l’anthropologie du don: l’héritage deMausset sa critique parLévi-Strauss

### La critique deMarcel Mauss
Maurice Godelier  revient sur l’analyse du don développée par l’anthropologue Marcel Mauss dans son Essai sur le don, publié en 1923 et 1924 et considéré comme l’un des ouvrages fondateurs de l’anthropologie en France. Dans cet ouvrage Marcel Mauss montrait que dans la plupart des sociétés pré-modernes, le don, en apparence libre et désintéressé était en fait sous-tendu par des logiques coercitives, notamment par la triple obligation de donner, recevoir et rendre, la société se présentant comme un système total d’échanges généralisés, constitué par le don.
Néanmoins, selon Maurice Godelier, Mauss n’est pas parvenu à expliquer l’origine ni la présence de cette « force » énigmatique (hau  maori, mana polynésien…) du don qui appelle un contre-don, à l’œuvre dans les systèmes d’échanges. Mauss avançait ainsi  des motifs moraux, spirituels et religieux: la chose comporte en elle-même un « esprit », une « âme » la poussant à revenir vers son propriétaire d’origine. La chose échangée emporte en effet avec elle quelque chose de son propriétaire d’origine qui contraint celui qui reçoit à la rendre. Pour Maurice Godelier, c’est cette méprise qui a entraîné une vive critique de la part de Claude Lévi-Strauss, selon qui, Marcel Mauss s’était « laissé mystifier » par une théorie « indigène », alors que l’origine du don résidait selon lui dans les structures inconscientes de l’esprit et dans sa capacité à symboliser, conformément à la théorie structuraliste.

### L’énigme du don et sa solution selonMaurice Godelier
Si Maurice Godelier se démarque de l’analyse de Mauss, il récuse également celle de Lévi-Strauss, et entreprend de démontrer que le don puise sa force dans des réalités sociales objectives. En se concentrant sur les sociétés de type agonistique (telles que celles qui pratiquent le potlatch par exemple), Mauss a, selon Maurice Godelier, laissé de côté les sociétés non-agonistiques : dans ces sociétés, les donateurs restent propriétaires de ce qu’ils donnent et dons et contre-dons ne sont pas substituables.
Maurice Godelier complète ainsi le legs de Mauss par ses observations chez les Baruyas de Nouvelle-Guinée. Il explicite le cas d’échanges non-agonistiques, notamment la pratique du « ginamaré», mariage par échange direct de deux femmes entre deux hommes issus de deux lignages distincts: le contre-don d’une sœur n’annule pas la dette que chacun des hommes a contracté vis-à-vis de l’autre en recevant de lui une épouse. Au terme des échanges réciproques entre les deux hommes et les deux lignages se trouvent dans une situation sociale équivalente sans qu’il y ait ni créditeur ni débiteur. Le cumul de ces deux inégalités introduit une puissante dynamique de dons et contre-dons entre les deux lignages durant une génération du fait de l’inaliénabilité les biens échangés (les femmes) dont la propriété est partagée par les deux lignages.
Le contre-don n’a pas annulé la dette car la chose donnée n’a pas vraiment été aliénée, mais simplement transférée : elle n’a pas cessé d’appartenir à son lignage d’origine. Il y a, en quelque sorte, eu transfert du droit d’usage mais pas du droit de propriété. À l’inverse d’un échange marchand, les deux parties ne se retrouvent pas libres et indépendantes mais liées l’une à l’autre par un système de droits et d’obligations réciproques. La présence du propriétaire initial est encore tangible dans le bien échangé et c’est cette présence qui constitue une force.
Quand Mauss expliquait ce caractère inaliénable du bien échangé par des croyances ou des idéologies, Maurice Godelier considère que ce n’est pas la contrainte principale. Il faut qu’elle contienne en plus quelque chose qui semble à tous les membres de la société indispensable à leur existence, qui doive circuler entre eux pour qu’ils puissent continuer d’exister. Pour Godelier, la « force » du don s’explique avant tout par des raisons d’ordre sociologiques, inhérentes à la structure même des rapports sociaux : la pratique du don est nécessaire à la production-reproduction des rapports sociaux, qu’ils soient objectifs, subjectifs ou intersubjectifs. Le don participe « simultanément » du rapport d’échange (acte de donner) et de son contenu (objet donné): il est la fois outil et symbole, il peut « re-présenter, signifier et totaliser » l’ensemble des rapports sociaux.
Comme les dons proviennent de personnes (desquelles ils sont détachés pour être attachés à d’autres personnes, desquelles ils seront de nouveau détachés, dans un processus répété à l’infini), ils incarnent tout autant les personnes que leurs rapports, a fortiori dans les sociétés comprenant un nombre réduit d’individus, où les rapports sont fortement personnalisés. Il se produit alors, selon Maurice Godelier, une inversion sujet-objet dans l’inconscient collectif : l’objet donné est désormais personnalisé et doté d’une volonté propre (l’« âme » que mettait en exergue Mauss, qui n’est plus la cause mais la conséquence du don), et les personnes se doivent à présent d’échanger de manière ritualisée et systématique pour obéir à l’objet. Pour Maurice Godelier, c’est dans cette structure des rapports sociaux, pérennisée par le don, que réside la clé de la dynamique de dons/contre-dons, et non dans l’explication religieuse qui est pour lui secondaire.

## Une réflexion sur le sacré

### L’origine sociale du sacré
Pour Maurice Godelier, il faut distinguer les choses sacrées et les choses précieuses : les choses sacrées, qui bénéficient d’un supplément d’âme par rapport aux objets précieux que l’on donne, ne sont ni données ni échangées. Elles tendent à être conservées dans les familles comme des trésors.
Selon Maurice Godelier, le sacré est « un certain type de rapport des hommes à l’origine des choses » . Le sacré résulte d’un processus : les hommes réels, ordinaires, se dédoublent et disparaissent, remplacés par un « double imaginaire d’eux-mêmes » (dieux, ancêtres, héros…), qui explique et légitime l’origine du monde et des choses, en constituant des mythes fondateurs. Pour Godelier, ce processus se doit d’être inconscient : le sacré dérobe quelque chose d’essentiel aux rapports sociaux, et rend le social opaque à lui-même. Il faut cette « opacité » inhérente au sacré pour que la société perdure.
Maurice Godelier illustre cet aspect avec les rituels d’initiations masculins pratiqués par les Baruyas (« kwaitmanié ») : ce type de cérémonie opère une mystification, une sacralisation des coutumes, qui sont redonnées idéalisées aux hommes réels comme un héritage des hommes et des femmes imaginaires (Pour les Baruyas, ce sont le Soleil et les autres puissances de l’univers qui les leur ont confié.). Ces coutumes représentent un « Bien commun » qui est nécessaire à l’existence de la société. Le sacré a pour origine un phénomène d’occultation des rapports sociaux qui disparaît des représentations conscientes des individus. Le sacré résulte ainsi d’une métamorphose et d’un refoulement du social.

### Échanges des hommes avec leurs “doubles imaginaires”
Les objets sacrés permettent, selon Maurice Godelier, une disjonction entre les hommes réels et leurs « doubles imaginaires ». L’objet sacré, transmis de générations en générations depuis des temps immémoriaux introduit cette distance : l’homme réel ne peut plus s’y reconnaître, n’en étant pas l’artisan. Cette opération est selon lui permise par les mythes. « Les hommes n’ont rien inventé. On leur a tout donné. À charge pour eux de conserver ce qu’ils ont reçu ».
Face à la dette originaire envers les « hommes imaginaires », il n’y a pas de contre-don possible. Les puissances à l’origine ont en effet crée les hommes sans que ceux-ci ne l’aient demandé, elles ont donné à l’homme la vie, la mort, le monde, ce qu’il ne peut leur redonner, a fortiori parce que « les puissances imaginaires » donnent même quand elles acceptent : elles ont « la bonté », la « grâce » de recevoir. Elles ne sont ni obligés d’accepter, ni de rendre. Alors que pour Mauss, l’origine de la pratique du sacrifice résidait dans son essence profonde dans un « contrat » entre les hommes  et les dieux, pour Godelier, un sacrifice n’est jamais totalement un marché ou un placement à terme. Une vie donnée est seulement susceptible de susciter une obligation à rendre plus grande.

### Replacer l’homme dans “sa” société: le rôle des sciences sociales
Pour Maurice Godelier, le rôle des sciences sociales consiste à dé-mythifier l’origine de l’homme : « Le travail consiste précisément à replacer l’homme, où il est, à l’origine de lui-même, et partant de là, à comparer et expliquer la diversité des formes de société et des cultures et les particularités de leur histoire. », le problème selon Godelier, c’est que cette démarche s’oppose frontalement à tous les discours et systèmes de représentations qui reposent sur la dysfonction de l’homme et de son « double imaginaire » : les sciences sociales exercent une fonction critique en montrant que l’homme est non seulement un être qui vit en société mais qui produit également la société dans laquelle il vit, ainsi que les croyances qui sont les siennes. Cette fonction critique peut rencontrer des résistances de la part des systèmes de croyances préétablis.
Pour Maurice Godelier, connaître ses origines permettra à l’humanité « de se choisir autre ». Désigner les illusions (croyances, mythes…) comme telles permet en effet de les dissiper. En outre, une coopération entre les sciences sociales et la psychanalyse est selon lui nécessaire pour mieux cerner le fonctionnement conscient et inconscient du psychisme humain et l’importance des illusions dans ce domaine.

## Le don dans les sociétés modernes
Dans L’Énigme du don, Maurice Godelier entreprend également d’étendre certaines de ses conclusions à la société actuelle. Il note ainsi le retour de la charité dans les sociétés occidentales de la fin du XXe siècle, charité qui s’est laïcisée et médiatisée. Il remarque la pression grandissante qui s’exerce sur les individus, considérés comme des donateurs potentiels. Godelier observe une nouvelle institutionnalisation du don qui recommence à déborder de la sphère privée (dons entre proches, caractérisés par une absence de « calcul ») avec la multiplication des œuvres caritatives, résultat direct des défaillances du marché et de l’État-Providence. Le don caritatif d’aujourd’hui est un acte individuel et personnel, qui lie des sujets abstraits. Contrairement à l’analyse de Mauss, ce don n'est plus nécessaire pour produire et reproduire les structures de base de la société. Il semble différer du don d’objets nécessaires et du potlatch, dans la mesure où les « débiteurs » ne pourront pas rendre. Néanmoins, Godelier met en exergue un phénomène d’escalade dans le don caritatif moderne qui rappelle le don coercitif de Mauss : « La charité s'est laïcisée, et à partir du moment où elle s'est servie des médias, s'est transformée en partie en un jeu télévisé, phénomène qui imprime à la collecte des dons quelques-uns des caractères du potlatch. Du potlatch en effet, on retrouve l’appel à donner toujours plus, une ville plus qu'une autre, une entreprise plus qu'une autre, le désir que le total des dons dépasse chaque année celui atteint l'année précédente. Comme dans le potlatch, on proclame également les noms des personnes, des villes, des entreprises qui se sont montrées les plus généreuses. ». Godelier insiste enfin sur le caractère personnel et volontaire qui demeure central dans le don, du côté du donateur comme du donataire, même à l’heure des grandes entreprises caritatives, qui mobilisent des milliers, voire des millions d’individus. Malgré un don de plus en plus abstrait où il n’y a plus d’interconnaissance entre les parties et où les intermédiaires se sont multipliés, cela demeure un geste personnalisé. Ainsi, selon l’auteur, le don caritatif de nos sociétés contemporaines possède des caractéristiques qui lui sont propres, tout en conservant l’ambivalence sous-jacente au don en général.